# Lijst van gemeenten van Mexico (staat)
De Mexicaanse deelstaat Mexico bestaat uit 125 gemeenten.
| INEGI | Gemeente                    | Inwoners  | Oppervlakte | Hoofdplaats                              | Inwoners  |
| ----- | --------------------------- | --------- | ----------- | ---------------------------------------- | --------- |
| 001   | Acambay                     | 67.872    | 465,70 km²  | Acambay                                  | 5.988     |
| 002   | Acolman                     | 171.507   | 83,95 km²   | Acolman de Nezahualcóyotl                | -         |
| 003   | Aculco                      | 49.266    | 453,26 km²  | Aculco de Espinoza                       | 1.823     |
| 004   | Almoloya de Alquisiras      | 15.333    | 182,65 km²  | Almoloya de Alquisiras                   | 3.158     |
| 005   | Almoloya de Juárez          | 174.587   | 485,21 km²  | Almoloya de Juárez                       | 3.021     |
| 006   | Almoloya del Río            | 12.694    | 16,53 km²   | Almoloya del Río                         | 10.792    |
| 007   | Amanalco                    | 23.756    | 222,27 km²  | Amanalco de Becerra                      | 1.349     |
| 008   | Amatepec                    | 25.244    | 638,55 km²  | Amatepec                                 | 1.911     |
| 009   | Amecameca                   | 53.441    | 189,48 km²  | Amecameca de Juárez                      | 33.716    |
| 010   | Apaxco                      | 31.898    | 75,73 km²   | Apaxco de Ocampo                         | 15.171    |
| 011   | Atenco                      | 75.984    | 83,80 km²   | San Salvador Atenco                      | 17.124    |
| 012   | Atizapán                    | 12.984    | 6,92 km²    | Santa Cruz Atizapán                      | 12.984    |
| 013   | Atizapán de Zaragoza        | 523.674   | 91,07 km²   | Ciudad López Mateos                      | 523.641   |
| 014   | Atlacomulco                 | 109.384   | 267,89 km²  | Atlacomulco de Fabela                    | 23.219    |
| 015   | Atlautla                    | 31.900    | 162,06 km²  | Atlautla de Victoria                     | 10.967    |
| 016   | Axapusco                    | 29.128    | 230,94 km²  | Axapusco                                 | 3.324     |
| 017   | Ayapango                    | 10.053    | 36,41 km²   | Gabriel Ramos Millán                     | -         |
| 018   | Calimaya                    | 68.489    | 101,19 km²  | Calimaya de Díaz González                | 13.038    |
| 019   | Capulhuac                   | 36.921    | 32,25 km²   | Capulhuac de Mirafuentes                 | 21.224    |
| 020   | Coacalco                    | 293.444   | 35,10 km²   | San Francisco Coacalco                   | -         |
| 021   | Coatepec Harinas            | 38.643    | 282,36 km²  | Coatepec Harinas                         | 6.950     |
| 022   | Cocotitlán                  | 15.107    | 14,86 km²   | Cocotitlán                               | 12.988    |
| 023   | Coyotepec                   | 40.885    | 49,32 km²   | Coyotepec                                | -         |
| 024   | Cuautitlán                  | 178.847   | 42,50 km²   | Cuautitlán                               | 117.995   |
| 025   | Chalco                      | 400.057   | 219,22 km²  | Chalco de Díaz Covarrubias               | 174.704   |
| 026   | Chapa de Mota               | 31.737    | 292,32 km²  | Chapa de Mota                            | -         |
| 027   | Chapultepec                 | 12.772    | 12,62 km²   | Chapultepec                              | 7.120     |
| 028   | Chiautla                    | 30.045    | 20,70 km²   | Chiautla                                 | 10.810    |
| 029   | Chicoloapan                 | 200.750   | 53,91 km²   | Chicoloapan de Juárez                    | -         |
| 030   | Chiconcuac                  | 27.692    | 6,82 km²    | Chiconcuac de Juárez                     | 21.738    |
| 031   | Chimalhuacán                | 705.193   | 44,69 km²   | Chimalhuacán                             | -         |
| 032   | Donato Guerra               | 37.436    | 192,03 km²  | Villa Donato Guerra                      | 1.013     |
| 033   | Ecatepec de Morelos         | 1.645.352 | 160,17 km²  | San Cristóbal Ecatepec de Morelos        | 1.643.623 |
| 034   | Ecatzingo                   | 10.827    | 50,77 km²   | Ecatzingo de Hidalgo                     | 7.058     |
| 035   | Huehuetoca                  | 163.244   | 118,02 km²  | Huehuetoca                               | 11.948    |
| 036   | Hueypoxtla                  | 46.757    | 233,91 km²  | Hueypoxtla                               | 3.989     |
| 037   | Huixquilucan                | 284.965   | 140,67 km²  | Huixquilucan de Degollado                | 10.735    |
| 038   | Isidro Fabela               | 11.929    | 75,79 km²   | Tlazala de Fabela                        | 1.459     |
| 039   | Ixtapaluca                  | 542.211   | 327,40 km²  | Ixtapaluca                               | -         |
| 040   | Ixtapan de la Sal           | 36.911    | 110,75 km²  | Ixtapan de la Sal                        | 19.326    |
| 041   | Ixtapan del Oro             | 6.475     | 101,35 km²  | Ixtapan del Oro                          | 944       |
| 042   | Ixtlahuaca                  | 160.139   | 335,85 km²  | Ixtlahuaca de Rayón                      | -         |
| 043   | Xalatlaco                   | 30.687    | 116,47 km²  | Xalatlaco                                | -         |
| 044   | Jaltenco                    | 28.217    | 4,73 km²    | San Andrés Jaltenco                      | -         |
| 045   | Jilotepec                   | 87.671    | 583,95 km²  | Jilotepec de Molina Enríquez             | -         |
| 046   | Jilotzingo                  | 19.877    | 119,70 km²  | Santa Ana Jilotzingo                     | 998       |
| 047   | Jiquipilco                  | 76.826    | 272,56 km²  | Jiquipilco                               | -         |
| 048   | Jocotitlán                  | 69.264    | 277,26 km²  | Jocotitlán                               | 7.965     |
| 049   | Joquicingo                  | 15.428    | 63,66 km²   | Joquicingo de León Guzmán                | 4.832     |
| 050   | Juchitepec                  | 27.116    | 140,11 km²  | Juchitepec de Mariano Rivapalacio        | -         |
| 051   | Lerma                       | 170.327   | 212,83 km²  | Lerma de Villada                         | 33.166    |
| 052   | Malinalco                   | 28.155    | 204,95 km²  | Malinalco                                | 6.523     |
| 053   | Melchor Ocampo              | 61.220    | 17,78 km²   | Melchor Ocampo                           | -         |
| 054   | Metepec                     | 242.307   | 67,52 km²   | Metepec                                  | 242.307   |
| 055   | Mexicaltzingo               | 13.807    | 11,47 km²   | San Mateo Mexicaltzingo                  | 10.854    |
| 056   | Morelos                     | 33.164    | 236,32 km²  | San Bartolo Morelos                      | 1.737     |
| 057   | Naucalpan                   | 834.434   | 156,63 km²  | Naucalpan de Juárez                      | 776.220   |
| 058   | Nezahualcóyotl              | 1.077.208 | 63,74 km²   | Ciudad Nezahualcóyotl                    | 1.072.676 |
| 059   | Nextlalpan                  | 57.082    | 54,51 km²   | Santa Ana Nextlalpan                     | 16.595    |
| 060   | Nicolás Romero              | 430.601   | 235,65 km²  | Villa Nicolás Romero                     | -         |
| 061   | Nopaltepec                  | 10.351    | 83,70 km²   | Nopaltepec                               | 3.974     |
| 062   | Ocoyoacac                   | 72.103    | 134,72 km²  | Ocoyoacac                                | 29.068    |
| 063   | Ocuilan                     | 36.223    | 314,53 km²  | Ocuilan de Arteaga                       | 1.954     |
| 064   | El Oro                      | 36.937    | 137,47 km²  | El Oro de Hidalgo                        | 36.937    |
| 065   | Otumba                      | 36.331    | 195,56 km²  | Otumba de Gómez Farías                   | 34.232    |
| 066   | Otzoloapan                  | 4.891     | 157,43 km²  | Otzoloapan                               | 1.747     |
| 067   | Otzolotepec                 | 88.783    | 116,67 km²  | Villa Cuauhtémoc                         | 11.241    |
| 068   | Ozumba                      | 30.785    | 45,64 km²   | Ozumba de Alzate                         | 16.700    |
| 069   | Papalotla                   | 4.862     | 3,19 km²    | Papalotla                                | 4.784     |
| 070   | La Paz                      | 304.088   | 36,36 km²   | Los Reyes Acaquilpan                     | 84.298    |
| 071   | Polotitlán                  | 14.985    | 127,49 km²  | Polotitlán de la Ilustración             | 2.881     |
| 072   | Rayón                       | 15.972    | 23,40 km²   | Santa Maria Rayón                        | -         |
| 073   | San Antonio la Isla         | 31.962    | 18,50 km²   | San Antonio la Isla                      | 17.075    |
| 074   | San Felipe del Progreso     | 144.924   | 368,15 km²  | San Felipe del Progreso                  | -         |
| 075   | San Martín de las Pirámides | 29.182    | 67,22 km²   | San Martín de las Pirámides              | -         |
| 076   | San Mateo Atenco            | 97.418    | 27,38 km²   | San Mateo Atenco                         | -         |
| 077   | San Simón de Guerrero       | 6.692     | 129,23 km²  | San Simón de Guerrero                    | 6.272     |
| 078   | Santo Tomás                 | 9.729     | 104,25 km²  | Santo Tomás de los Plátanos              | 766       |
| 079   | Soyaniquilpan de Juárez     | 14.323    | 128,80 km²  | San Francisco Soyaniquilpan              | -         |
| 080   | Sultepec                    | 24.145    | 564,04 km²  | Sultepec de Pedro Ascencio de Alquisiras | -         |
| 081   | Tecamac                     | 547.503   | 157,34 km²  | Tecamac de Felipe Villanueva             | 18.226    |
| 082   | Tejupilco                   | 79.282    | 669,13 km²  | Tejupilco de Hidalgo                     | 25.631    |
| 083   | Temamatla                   | 14.130    | 28,75 km²   | Temamatla                                | 11.206    |
| 084   | Temascalapa                 | 43.593    | 163,80 km²  | Temascalapa                              | 7.125     |
| 085   | Temascalcingo               | 66.414    | 362,39 km²  | José María Velasco                       | 14.091    |
| 086   | Temascaltepec               | 35.014    | 544,59 km²  | Temascaltepec de González                | 2.533     |
| 087   | Temoaya                     | 105.766   | 190,34 km²  | Temoaya                                  | 3.630     |
| 088   | Tenancingo                  | 104.677   | 163,15 km²  | Tenancingo de Degollado                  | 14.174    |
| 089   | Tenango del Aire            | 11.359    | 37,77 km²   | Tenango del Aire                         | -         |
| 090   | Tenango del Valle           | 90.518    | 207,54 km²  | Tenango de Arista                        | 24.612    |
| 091   | Teoloyucan                  | 65.459    | 53,04 km²   | Teoloyucan                               | 52.828    |
| 092   | Teotihuacan                 | 58.507    | 83,16 km²   | Teotihuacán de Arista                    | 23.325    |
| 093   | Tepetlaoxtoc                | 32.564    | 178,37 km²  | Tepetlaoxtoc de Hidalgo                  | 6.423     |
| 094   | Tepetlixpa                  | 20.500    | 42,98 km²   | Tepetlixpa                               | 14.944    |
| 095   | Tepotzotlán                 | 103.696   | 187,82 km²  | Tepotzotlán                              | 88.559    |
| 096   | Tequixquiac                 | 39.489    | 122,32 km²  | Tequixquiac                              | 25.697    |
| 097   | Texcaltitlán                | 18.482    | 150,66 km²  | Texcaltitlán                             | 2.915     |
| 098   | Texcalyacac                 | 5.736     | 24,78 km²   | San Mateo Texcalyacac                    | 5.104     |
| 099   | Texcoco                     | 277.562   | 432,61 km²  | Texcoco de Mora                          | 35.491    |
| 100   | Tezoyuca                    | 47.044    | 17,46 km²   | Tezoyuca                                 | -         |
| 101   | Tianguistenco               | 84.259    | 167,97 km²  | Santiago Tianguistenco de Galeana        | 84.259    |
| 102   | Timilpan                    | 16.414    | 172,81 km²  | San Andrés Timilpan                      | 15.664    |
| 103   | Tlalmanalco                 | 49.196    | 161,57 km²  | Tlalmanalco de Velázquez                 | 14.786    |
| 104   | Tlalnepantla de Baz         | 672.202   | 77,17 km²   | Tlalnepantla                             | 658.907   |
| 105   | Tlatlaya                    | 31.762    | 791,49 km²  | Tlatlaya                                 | 572       |
| 106   | Toluca                      | 910.608   | 452,37 km²  | Toluca de Lerdo                          | 223.876   |
| 107   | Tonatico                    | 12.912    | 91,98 km²   | Tonatico                                 | 7.021     |
| 108   | Tultepec                    | 157.645   | 27,22 km²   | Tultepec                                 | 157.645   |
| 109   | Tultitlán                   | 516.341   | 69,15 km²   | Tultitlán de Mariano Escobedo            | -         |
| 110   | Valle de Bravo              | 61.590    | 430,80 km²  | Valle de Bravo                           | 24.167    |
| 111   | Villa de Allende            | 53.275    | 309,28 km²  | San José Villa de Allende                | 1.547     |
| 112   | Villa del Carbón            | 51.498    | 306,56 km²  | Villa del Carbón                         | 8.778     |
| 113   | Villa Guerrero              | 69.086    | 209,96 km²  | Villa Guerrero                           | -         |
| 114   | Villa Victoria              | 108.196   | 419,35 km²  | Villa Victoria                           | 4.656     |
| 115   | Xonacatlán                  | 54.633    | 65,85 km²   | Xonacatlán de Vicencio                   | -         |
| 116   | Zacazonapan                 | 5.109     | 66,67 km²   | Zacazonapan                              | -         |
| 117   | Zacualpan                   | 13.522    | 301,47 km²  | Zacualpan                                | -         |
| 118   | Zinacantepec                | 203.872   | 308,62 km²  | San Miguel Zinacantepec                  | 32.738    |
| 119   | Zumpahuacán                 | 18.833    | 201,18 km²  | Zumpahuacán                              | 4.056     |
| 120   | Zumpango                    | 280.455   | 223,95 km²  | Zumpango de Ocampo                       | 50.742    |
| 121   | Cuautitlán Izcalli          | 555.163   | 109,54 km²  | Cuautitlán Izcalli                       | 515.353   |
| 122   | Valle de Chalco Solidaridad | 391.731   | 46,53 km²   | Xico                                     | 384.327   |
| 123   | Luvianos                    | 28.822    | 703,00 km²  | Villa Luvianos                           | 7.546     |
| 124   | San José del Rincón         | 100.082   | 492,25 km²  | San José de Rincón                       | 3.827     |
| 125   | Tonanitla                   | 14.883    | 8,47 km²    | Santa Maria Tonanitla                    | 6.915     |

| Detailkaart                               |
| ----------------------------------------- |
|                                           |
| Ligging van de staat Mexico binnen Mexico |
|                                           |
| Gemeenten ingedeeld naar INEGI code       |

Acambay · Acolman · Aculco · Almoloya de Alquisiras · Almoloya de Juárez · Almoloya del Río · Amanalco · Amatepec · Amecameca · Apaxco · Atenco · Atizapán · Atizapán de Zaragoza · Atlacomulco · Atlautla · Axapusco · Ayapango · Calimaya · Capulhuac · Chalco · Chapa de Mota · Chapultepec · Chiautla · Chicoloapan · Chiconcuac · Chimalhuacán · Coacalco de Berriozábal · Coatepec Harinas · Cocotitlán · Coyotepec · Cuautitlán · Cuautitlán Izcalli · Donato Guerra · Ecatepec de Morelos · Ecatzingo · El Oro · Huehuetoca · Hueypoxtla · Huixquilucan · Isidro Fabela · Ixtapaluca · Ixtapan de la Sal · Ixtapan del Oro · Ixtlahuaca · Jaltenco · Jilotepec · Jilotzingo · Jiquipilco · Jocotitlán · Joquicingo · Juchitepec · La Paz · Lerma · Luvianos · Malinalco · Melchor Ocampo · Metepec · Mexicaltzingo · Morelos · Naucalpan · Nextlalpan · Nezahualcóyotl · Nicolás Romero · Nopaltepec · Ocoyoacac · Ocuilán · Otumba · Otzoloapan · Otzolotepec · Ozumba · Papalotla · Polotitlán · Rayón · San Antonio la Isla · San Felipe del Progreso · San José del Rincón · San Martín de las Pirámides · San Mateo Atenco · San Simón de Guerrero · Santo Tomás · Soyaniquilpan de Juárez · Sultepec · Tecamac · Tejupilco · Temamatla · Temascalapa · Temascalcingo · Temascaltepec · Temoaya · Tenancingo · Tenango del Aire · Tenango del Valle · Teoloyucan · Teotihuacan · Tepetlaoxtoc · Tepetlixpa · Tepotzotlán · Tequixquiac · Texcaltitlán · Texcalyacac · Texcoco · Tezoyuca · Tianguistenco · Timilpan · Tlalmanalco · Tlalnepantla de Baz · Tlatlaya · Toluca · Tonanitla · Tonatico · Tultepec · Tultitlán · Valle de Bravo · Valle de Chalco Solidaridad · Villa de Allende · Villa del Carbón · Villa Guerrero · Villa Victoria · Xalatlaco · Xonacatlán · Zacazonapan · Zacualpan · Zinacantepec · Zumpahuacán · Zumpango